# خشونت‌های قومی در افغانستان
خشونت‌های قومی در افغانستان از صدها سال بدین‌سو ادامه داشته است. افغانستان به عنوان کشوری که از نظر جغرافیایی به چند بخش تقسیم شده است، دارای ۱۴ گروه قومی می‌باشد و این گروه‌ها در طول تاریخ با هم اختلاف نظرهای داشته‌اند که در نهایت به خشونت گراییده است. این جنگ با ظهور طالبان در دهه ۱۹۹۰ به اوج خود رسید و منتج به نسل‌کشی چندین قوم بومی این کشور گردید.

## جمعیت‌شناسی
کشور افغانستان دارای ۱۴ گروه قومی رسمی می‌باشد، که شامل: تاجیک‌ها، پشتون‌ها، هزاره‌ها، اوزبیک‌ها و سایر اقوامی که هر کدام آن‌ها کمتر از ۲ درصد جمعیت را تشکیل می‌دهند. تازه‌ترین ارقام در مورد گروه‌های قومی در افغانستان در آمارگیری که توسط بنیاد آسیا در ۲۰۱۴ انجام شد، مشخص شده است. طبق این آمارگیری نمونهٔ پشتون‌ها ۴۰ درصد، تاجیک‌ها ۳۰ درصد، هزاره‌ها ۱۵ درصد، اوزبیک‌ها ۸ درصد، ترکمن ۲ درصد، ایماق ۲ درصد، بلوچ ۱ درصد، نورستانی ۱ درصد و پشه‌ای ۱ درصد کل جمعیت کشور را تشکیل می‌دهند.

## تقسیمات جغرافیایی
گروه‌های قومی افغانستان اساساً به چهار ناحیه مجزا در کشور تقسیم شده‌اند. از این نواحی به‌نام هرات، کابل، مزار شریف و قندهار یاد می‌گردند. اراضی کوهستانی، دریاها و نبود زیربناها باعث شده است تا برقراری ارتباط و سفر میان این نواحی محدود گردیده و در نتیجه فاصله موجود در میان گروه‌های قومی بیشتر شود.

## ۱۸۸۰ – ۱۹۰۱ میلادی
عبدالرحمن خان از ۱۸۸۰ تا ۱۹۰۱ میلادی امیر افغانستان بود. در این دوران اکثریت قومی که هم‌واره به پشتون‌ها نسبت داده می‌شد، به‌طور وسیع‌نوسان‌های زیاد داشت. تعداد پشتون‌ها در ۱۸۹۳ میلادی پس از این‌که عبدالرحمن خان مناطق پشتون‌نشین را به هند بریتانوی واگذار کرد، کاهش یافت. با این حال، جمعیت پشتون‌ها پس از این‌که بیشتر آن‌ها توسط امیر در شمال کشور اسکان شدند، به‌زودی تعدادشان بیشتر شد.
عبدالرحمن خان در دهه ۱۸۸۰ و ۱۸۹۰ برای بیرون‌کردن هزاره‌ها از کشور به جنگ علیه آن‌ها پرداخت و به حدی پیش رفت، که دستور قتل آن‌ها را داد. هزاره‌ها در این زمان به این دلیل که آن‌ها مسلمان شیعه مذهب هستند نه سنی، از سایر اقوام افغانستان مجزا دانسته می‌شدند. عبدالرحمن خان به عنوان یک مسلمان سنی و از قوم پشتون که در اکثریت قرار داشت، مردم را به خشونت علیه هزاره‌ها تشویق نمود.
این نسل‌کشی هزاره‌ها توسط رهبران مذهبی پشتون نیز انجام می‌شد. به مردمان قوم پشتون گفته شده بود که اگر آنها در جنگ علیه هزاره‌ها شرکت کنند، خداوند به آنها اجر خواهد داد.
حدود ۶۰٪ هزاره‌های افغانستان در جریان این جنگ‌ها به قتل رسیدند و تعداد زیاد آن‌ها نیز مجبور به فرار به کشورهای همسایه شدند.

## ۱۹۰۱ – ۱۹۷۸ میلادی
پشتون‌ها در این دوره تلاش نمودند، تا یک پشتونستان مستقل و مجزا از افغانستان بسازند. این کشور فرضی قرار بود در امتداد خط دیورند در مرز میان افغانستان و پاکستان تشکیل گردیده و پشتون‌های که در دو کشور زندگی می‌کردند، را باهم متحد نماید. این مسئله و سایر مسائل مشابه باعث شد تا گروه‌های سیاسی مختلف در افغانستان به‌طور فزایندهٔ بر محور آرمان‌های قومی ساخته شود. به عنوان مثال، پشتون‌های ملی‌گرا گردهم آمدند تا حزب سیاسی افغان ملت را شکل دهند، حزبی که برای ایجاد پشتونستان مبارزه می‌کرد.
سردار محمد داوود در ۱۹۷۳ میلادی به عنوان رئیس‌جمهور افغانستان قدرت را در دست گرفت. هرچند وی یک شخص سلطه‌جو گفته می‌شود، اما در زمان حکومت خود، افغانستان را یک کشور جمهوری اعلام کرد.

## ۱۹۷۸ – ۱۹۹۲ میلادی
سال ۱۹۷۸ میلادی شاهد انقلاب ثور بود. این دوره کشمکش شامل یک کودتا از جانب حزب دموکراتیک خلق افغانستان (PDPA) و گرفتن کنترل حکومت توسط این حزب تا سال ۱۹۹۲ میلادی بود. افرادی که در انقلاب شریک بودند، به تاریخ ۲۷ اپریل ۱۹۷۸ داوود را ترور نموده و کنترل حکومت را به‌دست گرفتند.
باور براین است، که این کودتا توسط مارکسیست‌ها/ چپ‌گراهای که از رفتار حکومت وقت در مقابل ایدئولوژی خود دل‌خور شده بودند، انجام شده است. نقطه عطف در سیاست چپ‌گراهای افغانستان ترور میراکبر خیبر به تاریخ ۱۷ اپریل ۱۹۷۸ بود. میراکبر خیبر رهبر حزب دموکراتیک خلق افغانستان بود و مدت کوتاهی پس از مرگ وی سایر رهبران این حزب نیز دست‌گیر گردیدند.
محققین در رابطه به دخالت اتحاد جماهیر شوروی در این کودتا اختلاف نظر دارند.

## حکومت طالبان (۱۹۹۲–۲۰۰۱ میلادی)
طالبان پشتون پس از این‌که در اواسط دهه ۱۹۹۰ میلادی به قدرت رسیدند، شروع به ارتکاب جرایم شنیع علیه مخالفین خود نمودند، که شامل هزاره‌ها، تاجیک‌ها و اوزبیک‌ها بود. سازمان ملل متحد در ۱۹۹۸ طالبان را متهم نمود که «به دلایل سیاسی و نظامی» اجازه نمی‌دهند سازمان غذایی جهان ملل متحد مواد غذایی اضطراری را به ۱۶۰٬۰۰۰ مردمی که از گرسنگی مفرط رنج می‌برند برساند (که بیشتر آن‌ها هزاره‌ها و تاجیک‌ها بودند). سازمان ملل متحد اظهار داشت که طالبان به دلایل دستور جلسات نظامی خود مردمان گرسنه را به‌سوی مرگ سوق می‌دهند. از کمک‌های بشردوستانه به عنوان سلاح جنگ استفاده می‌کنند. مستعمره‌سازی پشتون‌ها و ملی‌گرایی پشتون بخشی از ایدئولوژی طالبان بود.
ائتلاف شمال برای مخالفت با طالبان شکل گرفته بود و متشکل از هزاره‌ها، تاجیک‌ها و اوزبیک‌ها بود. این گروه از جانب کشورهای متعددی مانند ایالات متحده، ایران، روسیه و هندوستان حمایت می‌شد. ائتلاف شمال در ۱۹۹۷ میلادی حدود ۲٬۰۰۰ طالب را که در جنگ با طالبان دست‌گیر نموده بودند به قتل رساندند.
طالبان در ۸ اوت ۱۹۹۸ حمله به مزار شریف را آغاز کردند. طالبان پس از گرفتن کنترل شهر، شروع کردند به قتل مردم بر مبنای قومیت آن‌ها، به‌ویژه هزاره‌ها و اوزبیک‌ها. مردان، زنان و اطفال توسط طالبان به قتل می‌رسیدند، چون حدود ۱۵۰۰–۳۰۰۰ جنگ‌جوی طالبان توسط ملیشه اوزبیک وابسته به جنبش ملی اسلامی افغانستان تیرباران شده بودند. این پاک‌سازی قومی در حدود ۵٬۰۰۰ تا ۶٬۰۰۰ کشته به‌جا گذاشت.

## جنگ در افغانستان
دیده‌بان حقوق بشر در ۲۰۰۱ میلادی هشدار داد، که احتمالاً خشونت‌های قومی در افغانستان به دلیل بالا گرفتن جنگ میان اقوام، افزایش می‌یابد. هزاران پشتون با فرار از نیروهای اوزبیک وابسته به جنبش ملی مهاجر شدند و برخی آن‌ها روی‌دادهای چون چپاول، تجاوز جنسی و آدم‌ربایی را گزارش می‌کردند. گفته می‌شود که این جنایت‌ها در اوایل جنگ افغانستان (۲۰۰۱–۲۰۲۱) و پس از این‌که طالبان پشتون از قدرت برداشته شدند رخ داده است، در این زمان جنگ‌جوها مردمان پشتون را به اتهام این‌که آن‌ها حامیان طالبان در شمال افغانستان بودند، خلع سلاح می‌کردند.

## تدابیر سیاسی
رئیس‌جمهور افغانستان حامد کرزی در ۲۰۱۰ میلادی هیئتی را برای تحقیق خشونت‌های مداوم قومی تعیین کرد، چون از نظر وی این خشونت‌ها تلاش‌های نظامی برای مهار شورش طالبان را مختل می‌کند.